# Per Odelberg
Per Gustaf Odelberg, född 22 april 1909 i Torsåkers församling, Gävleborgs län, död 10 december 1993 i Stockholm, var en svensk bergsingenjör och företagsledare. Han var son till Gösta Odelberg.
Odelberg utexaminerades 1933 från Kungliga Tekniska högskolan, arbetade som ingenjör vid AB Bofors 1933–1938, var bolagets försäljningschef 1938–1950, var därefter verkställande direktör för Nohab 1950–1961, blev vice VD vid AB Bofors 1962 och var VD för Bofors 1966–1972. Per Odelberg är gravsatt i minneslunden på Djursholms begravningsplats.